# Ухта (река, впадает в Среднее Куйто)
Ухта (в верховье — Ухтуанйоки) — река в России, протекает по территории Калевальского района Карелии. Впадает в озеро Среднее Куйто. Длина реки — 47 км, площадь водосборного бассейна — 380 км².

## Бассейн
Ухта имеет левый приток — Паххеоя.
Бассейну Ухты принадлежат озёра:
- Таккаярви
- Шурвяярви
- Нижнее Каллиоярви
- Пирттиярви
- Белое
- Чёрное

## Галерея

Река Ухтуанйоки
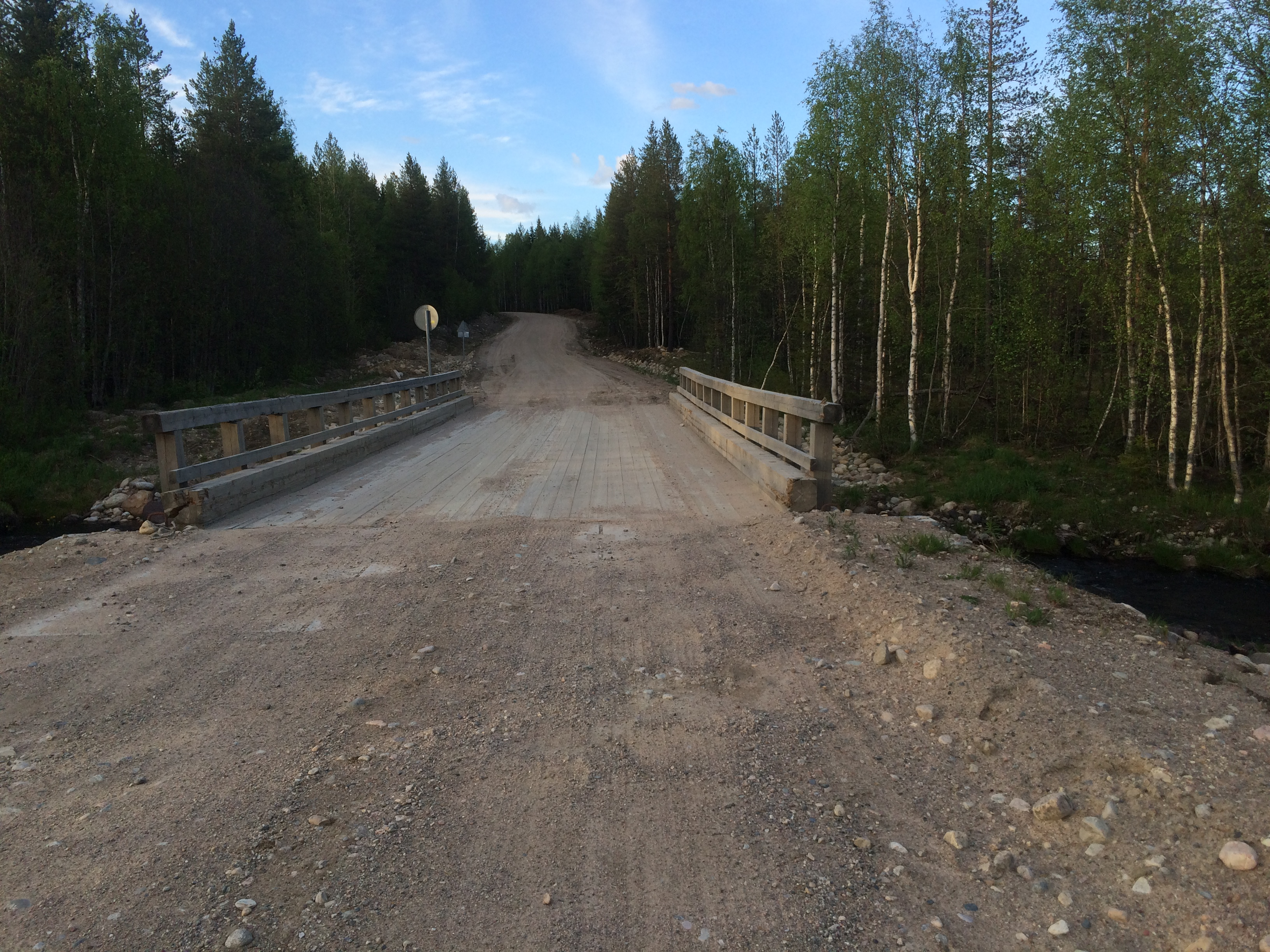
Автомобильный мост через Ухтуанйоки.
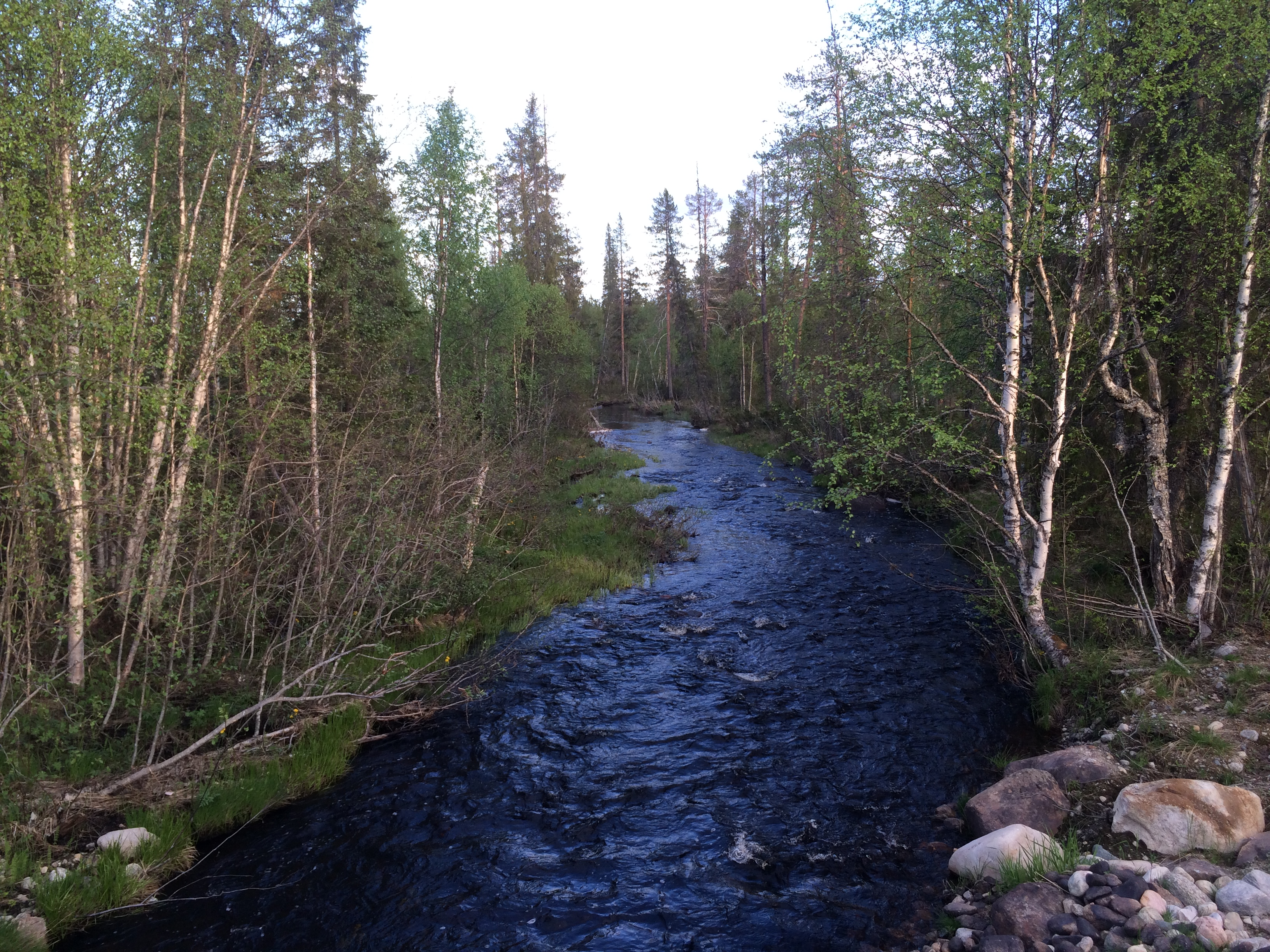
Вид по течению.
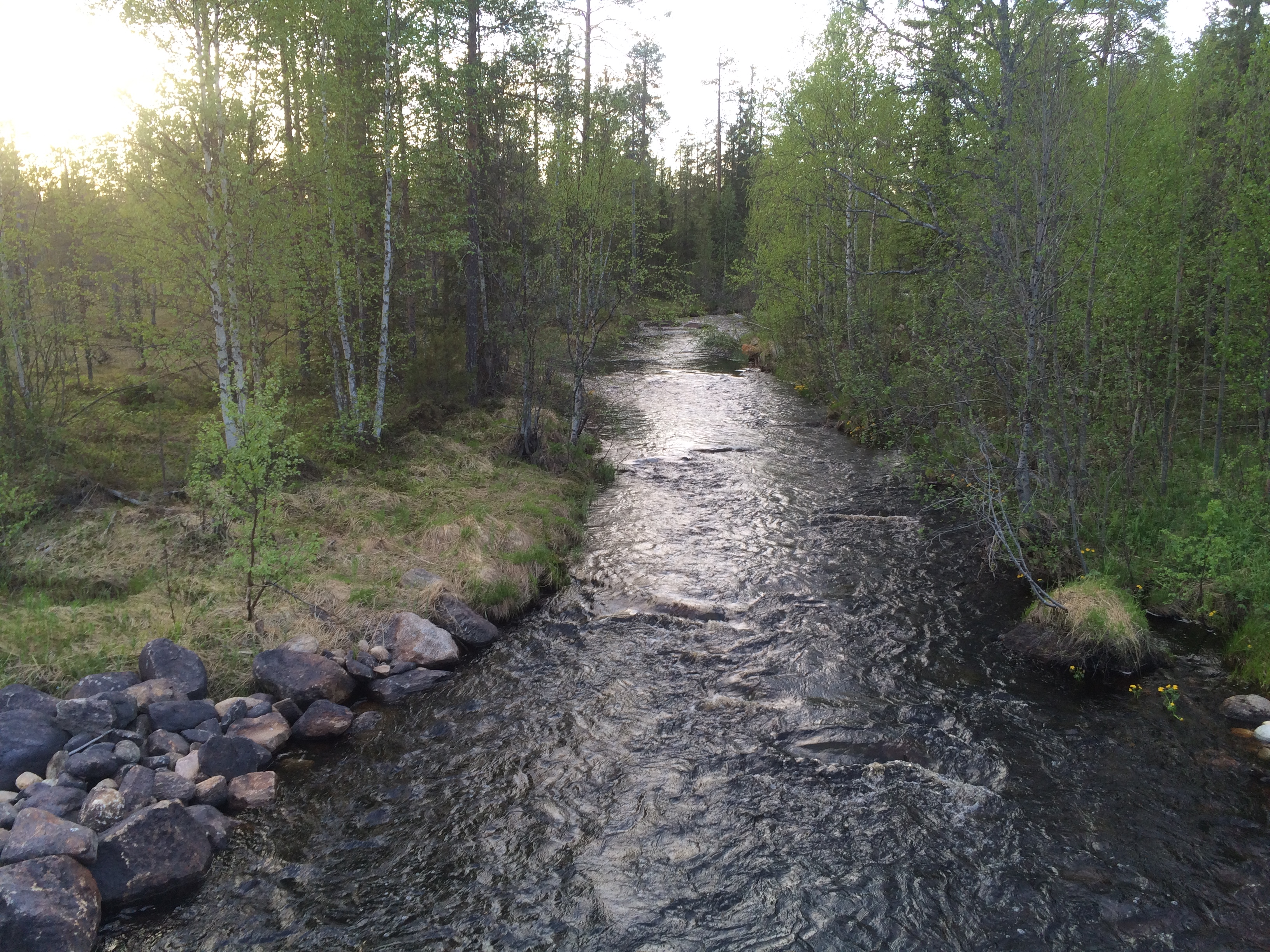
Вид против течения.

## Данные водного реестра
По данным государственного водного реестра России относится к Баренцево-Беломорскому бассейновому округу, водохозяйственный участок реки — Кемь от истока до Юшкозерского гидроузла, включая озёра Верхнее, Среднее и Нижнее Куйто. Речной бассейн реки — бассейны рек Кольского полуострова и Карелии, впадает в Белое море.
Код объекта в государственном водном реестре — 02020000812102000003519.